# Cantón de Béziers-3
El cantón de Béziers-3 es una división administrativa francesa, situada en el departamento del Hérault y la región Occitania.

## Composición

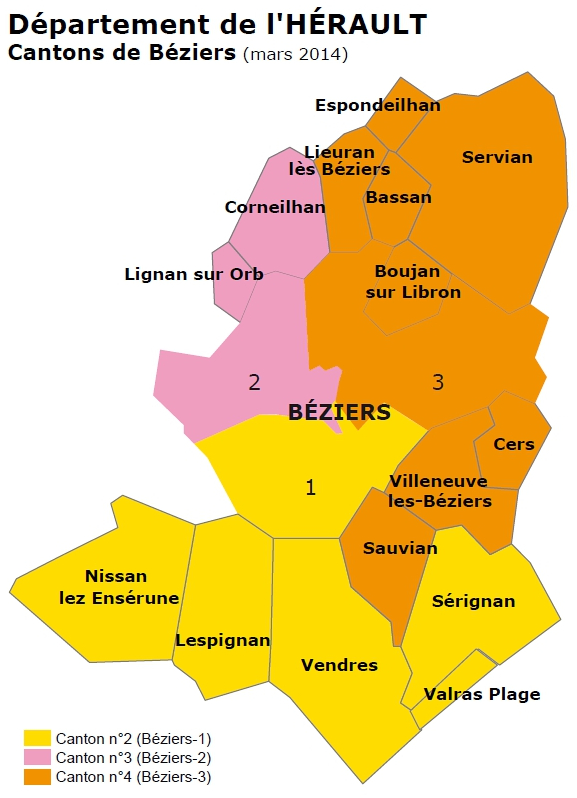
cantón de Béziers-3

Desde el 22 de marzo de 2015, el cantón de Béziers-3 agrupa 8 comunas:
- part de Béziers
- Bassan
- Cers
- Espondeilhan
- Lieuran-lès-Béziers
- Sauvian
- Servian
- Villeneuve-lès-Béziers

|  |  |